# Perizoma tolimensis
Perizoma tolimensis là một loài bướm đêm trong họ Geometridae.